# Голицын, Александр Михайлович (почт-директор)
Князь Александр Михайлович Голицын (1798—1858) — действительный статский советник, камергер из рода Голицыных. Сын князя Михаила Николаевича. 
Воспитывался в Пажеском корпусе, откуда был выпущен в артиллерию 6 мая 1817 года. Был арестован вследствие показания полковника Фон-Вольского, что тот «в 1823 году открыл Голицыну о существовании Северного тайного общества, имевшего целию распространение просвещения и усовершенствование самого себя. Но по дальнейшим изысканиям Комиссии оказалось, что он не отвечал Вольскому о желании своем вступить в сие общество и после того ни разу с ним не говорил об оном. Спрошенные о нем главные члены отозвались, что он не принадлежал к обществу»; 20 апреля 1826 года повелено его освободить.
Действительный статский советник с 16 июня 1844 года. В 1844[уточнить]—1849 гг. — почт-директор в Царстве Польском. Умер в Варшаве холостым (20 декабря 1857 г. по старому стилю). Похоронен в Москве в Даниловом монастыре.